# Carl Güldenberg

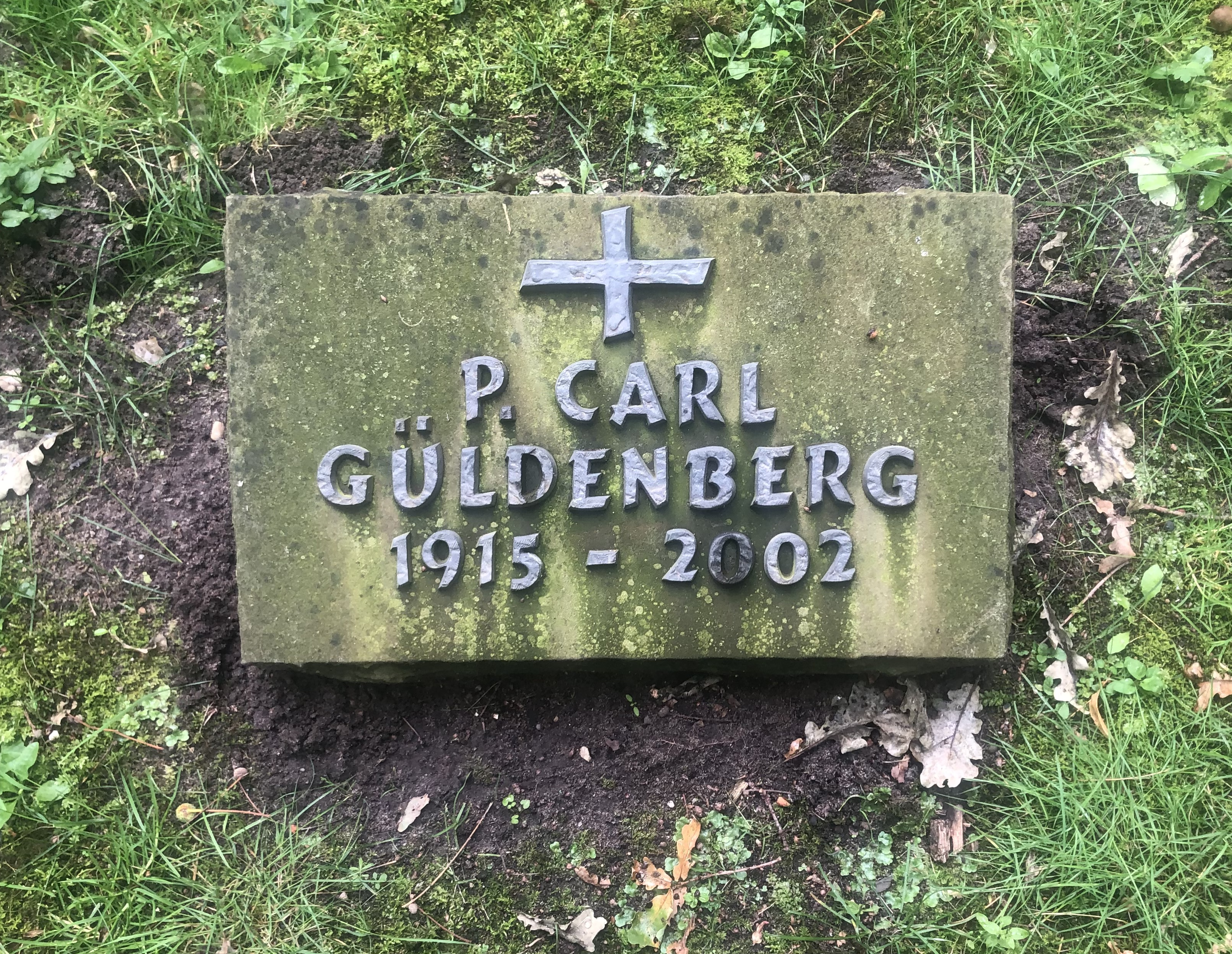
Grab von Pater Carl Güldenberg auf dem Klosterfriedhof in Münster-Hiltrup

Carl Güldenberg MSC (* 7. März 1915 in Hamburg; † 11. April 2002 in Münster-Hiltrup) war ein deutscher katholischer Ordenspriester, Jugenderzieher und Krankenhausseelsorger.

## Leben
Nach dem Besuch des Gymnasiums in Münster-Hiltrup trat er in das Noviziat der Hiltruper Missionare ein und legte 1936 seine Gelübde ab. Clemens August Graf von Galen weihte ihn 1941 in Münster zum Priester. Von 1952 bis 1960 leitete er das von den Hiltruper Missionaren getragene Jugendheim Johannesburg. 1964 wurde er Spiritual am Bischöflichen Knabenkonvikt und Priesterseminar Speyer und war ab 1969 bis zu seinem Ruhestand als Krankenhausseelsorger an verschiedenen Orten sowie in der Pfarrseelsorge tätig. Seinen Lebensabend verbrachte Güldenberg in Oeventrop.

## Schriften (Auswahl)
- mit August Schwanewilms: Das kleine Liebeswerk. Münster 1949, OCLC 73649383.
- Allen alles geworden. P. Johannes Maria Vandel MSC. Ein großer sozialer Reformator und Pädagoge des 19. Jahrhunderts, Gründer der neuzeitlichen klösterlichen Missionsschulen. Münster 1949, OCLC 67176339.
- Er starb für uns. Kurze Betrachtungen über den Kreuzweg unseres Herrn Jesus Christus. Münster 1956, OCLC 1046323331.
- Neue Wege der Heimerziehung aus der Sicht der Krisen unserer Zeit. 1957, OCLC 613139996.